# 海南市消防本部
海南市消防本部（かいなんししょうぼうほんぶ）は、和歌山県海南市の消防部局（消防本部）。管轄区域は海南市全域。

## 概要
- 消防本部：和歌山県海南市日方1294番地13
- 管内面積：101.18km2
- 職員定数：49人
- 消防署2カ所
- 主力機械（2008年4月1日現在）
  - 普通消防ポンプ自動車：5
  - 大型化学高所放水車：1
  - 屈折はしご付消防自動車：1
  - 泡原液搬送車：2
  - 化学消防車：4
  - 救急自動車：5
  - 救助工作車：2
  - 小型動力ポンプ：5
  - 広報車：4
  - 小型動力ポンプ付水槽車：1
  - その他車両：2

## 消防署
| 消防署     | 住所            | 出張所          |
| ---------- | --------------- | --------------- |
| 海南消防署 | 日方1294-13     | 東：野上中166-1 |
| 下津消防署 | 下津町下津518-6 | なし            |